# Paweł Kasprzak (matematyk)
Paweł Kasprzak – polski matematyk i fizyk matematyczny, doktor habilitowany, adiunkt na Wydziale Fizyki Uniwersytetu Warszawskiego. Zajmował się głównie algebrą operatorów, grupami kwantowymi i geometrią nieprzemienną.

## Życiorys
Absolwent fizyki na Uniwersytecie Warszawskim (2003). Tamże w 2007 roku zdobył stopień doktora fizyki dzięki rozprawie Kwantowa grupa Lorentza z relacjami komutacyjnymi Heisenberga (promotor: Stanisław Woronowicz). Oprócz macierzystej uczelni zatrudniały go również Instytut Matematyczny Polskiej Akademii Nauk (IM PAN) i Uniwersytet Kopenhaski. W 2015 roku habilitował się (cykl prac Kwantowe podgrupy domknięte i kwantowe przestrzenie jednorodne). Publikował m.in. razem z Adamem Skalskim.